# Шпрінг
Шпрінг (рум. Șpring) — село у повіті Алба в Румунії. Адміністративний центр комуни Шпрінг.
Село розташоване на відстані 249 км на північний захід від Бухареста, 19 км на південний схід від Алба-Юлії, 90 км на південь від Клуж-Напоки, 146 км на захід від Брашова.

## Населення
За даними перепису населення 2002 року у селі проживали 807 осіб.
Національний склад населення села:
| Національність | Кількість осіб | Відсоток |
| -------------- | -------------- | -------- |
| румуни         | 793            | 98,3 %   |
| цигани         | 13             | 1,6 %    |

Рідною мовою назвали:
| Мова      | Кількість осіб | Відсоток |
| --------- | -------------- | -------- |
| румунська | 793            | 98,3 %   |
| циганська | 13             | 1,6 %    |